# Mariene ecoregio Kergueleneilanden
De Mariene ecoregio Kergueleneilanden (214) (Engels: Kerguelen Islands marine ecoregion) is een biogeografische regio en ligt in het zuiden van de Indische Oceaan in de Mariene provincie Subantarctische Eilanden (59) in het Marien rijk Zuidelijke Oceaan. De mariene ecoregio is vastgesteld door het World Wide Fund for Nature en The Nature Conservancy en is vernoemd naar de Kergueleneilanden.
In het zuidoosten grenst het gebied aan de mariene ecoregio Heard en McDonaldeilanden (213).

## Geografie
De mariene ecoregio ligt in het zuiden van de Indische Oceaan rond de Kergueleneilanden in de Franse Zuidelijke Gebieden.
Door het gebied stroomt de westenwinddrift.

## Biogeografie
Het gebied kent zeeleven dat houdt van arctische temperaturen.